# Euroconstruct
EUROCONSTRUCT wurde 1974 von einer Reihe von spezialisierten Forschungsinstituten und Beratungsorganisationen als Studiengruppe für Bauanalyse und -prognose gegründet. Seitdem hat sich das Netzwerk ausgehend von einer Kerngruppe auf fast alle westeuropäischen Länder und einer Reihe von osteuropäischen Staaten ausgeweitet. Gegenwärtig hat EUROCONSTRUCT Mitgliedsinstitute in 19 europäischen Ländern.

## Regionale Abdeckung
Im deutschsprachigen Raum zählen das ifo Institut in Deutschland sowie das KOF in der Schweiz und WIFO zu den Mitgliedern des Netzwerkes.
Das EUROCONSTRUCT Netzwerk erstreckt sich insgesamt über folgende Länder:
| BIG-5 Länder                                                            | Nördliche Länder                            | Mittel- und osteuropäische Länder        | Sonstige europäische Länder                                        |
| ----------------------------------------------------------------------- | ------------------------------------------- | ---------------------------------------- | ------------------------------------------------------------------ |
| - Deutschland - Frankreich - Italien - Spanien - Vereinigtes Königreich | - Dänemark - Finnland - Norwegen - Schweden | - Polen - Slowakei - Tschechien - Ungarn | - Belgien - Niederlande - Irland - Österreich - Portugal - Schweiz |

## Aktivitäten
EUROCONSTRUCT ist bekannt für dessen Prognosen über die europäische Bauwirtschaft. Der Forschungsschwerpunkt liegt in der Beobachtung und Prognose der gesamtwirtschaftlichen Entwicklung sowie der wichtigsten Bausparten Wohnbau, sonstiger Hochbau, Tiefbau und dessen Subsektoren.
Im Rahmen von halbjährlichen Konferenzen und Berichten werden die Forschungsergebnisse einer breiten Fachöffentlichkeit zur Verfügung gestellt. Darüber hinaus stellen die Ergebnisse des Netzwerks einen wichtigen Beitrag für die Berichterstattung über das europäische Bauwesen in den Medien dar.
Die EUROCONSTRUCT-Analysen und -Daten sind auch wesentliche Grundlage für die akademische und angewandte Wirtschaftsforschung.